# Lamedon
Lamedon (altgriechisch Λαμέδων Lamédōn), der Sohn des Koronos, war in der griechischen Mythologie der jüngere Bruder des Korax.
Nach dem Tode des Epopeus bestieg er den Thron von Sikyon und übergab Antiope, die sich bei Epopeus aufhielt, an Lykos, den König von Theben und verhinderte so eine Auseinandersetzung mit diesem.
Lamedon heiratete Pheno, die Tochter des Atheners Klytios, und zeugte mit ihr die Zeuxippe. Als es zum Krieg mit Archandros und Architeles, den Söhnen des Achaios kam, unterstützte Sikyon aus Attika ihn. Sikyon heiratete Zeuxippe und trat nach dem Tode des Lamedon die Herrschaft über das Land an.
Eusebius von Caesarea schreibt Lamedon 40 Regierungsjahre zu.